# Pilgerkreuz am Veitscher Ölberg
La Pilgerkreuz am Veitscher Ölberg es un monumento cristiano que se conoce por ser la cruz de los peregrinos más grande del mundo. Está situado cerca de Veitsch (Austria). La cruz fue construida en 2004, está hecha de madera y es de 40,6 m de alto, con brazos transversales que abarcan 32,20 m. La cruz es accesible para los visitantes.